# Гданський інститут ринкової економіки
Гда́нський інститу́т ри́нкової еконо́міки (засновано 1989 року) — одна з провідних польських дослідницьких фундацій в галузі економіки.
Сприяє трансформації польської економіки в систему вільного ринку. Фінансування на 2/3 — внутрішнє. Річний бюджет — близько 1,5 млн дол. Інститут має понад 120 співробітників, переважна більшість яких — сумісники.
Інститут має філії у Варшаві та Любліні, співпрацює з дослідницькими установами Європи та Америки.
Засновник Гданської банківської академії.